# Insekt (band)
Insekt was een Belgische electronic body music-band die in 1989 na het einde van Klinik werd opgericht door Mario Vaerewijck samen met Eric van Wonterghem (die ook even lid was geweest van Klinik).
De band geraakte nooit uit het kleine electro-milieu, maar wordt in de hoes van het U2-album Achtung Baby genoemd als grote invloed. In 1994 werd de band stilgelegd. 
Na Insekt richtte Vaerewijk Lowpass op met de Canadese zangeres Julier Caron en Marlon Waghemans, ex-Jason Rawhead bassist en de latere manager van Channel Zero. Eric van Wontergem richtte Monolith op en vervoegde ex-Klinik's Dirk Ivens in Sonar.
In december 2003 werd de lange stilte doorbroken en gaf de band een optreden op BIMfest dat werd uitgebracht als het live-album Ohrwürmer. De respons was zo goed dat er ook nog een nieuw studio-album kwam. 

## Discografie
- We can’t trust the insect
- Stress
- Dreamscape
- Insekt live creeps (live)
- In the eye
- Ohrwürmer (live)
- Teen Machine